# Rapakot
Rapakot (nepalski: रापाकोट) – gaun wikas samiti w zachodniej części Nepalu w strefie Gandaki w dystrykcie Syangja. Według nepalskiego spisu powszechnego z 2001 roku liczył on 883 gospodarstw domowych i 4496 mieszkańców (2508 kobiet i 1988 mężczyzn).